# 1551 en littérature
| Années de la littérature : 1548 - 1549 - 1550 - 1551 - 1552 - 1553 - 1554    |
| Décennies de la littérature : 1520 - 1530 - 1540 - 1550 - 1560 - 1570 - 1580 |

Cet article présente les faits marquants de l'année 1551 en littérature.

## Événements
- 27 juin : édit de Châteaubriant, qui vise notamment à contrôler la production de livres et à proscrire l'importation en France d'ouvrages réformés[1].

- L'explorateur et chroniqueur espagnol Juan de Betanzos (en) rédige la Suma y narración de los Incas (« Somme et narration des Incas »)[2].

## Parutions
- Mars : la traduction de la Bible en latin de Sébastien Castellion est publiée chez Jean Oporin à Bâle[3].

- 1551–1553 : la première traduction du Nouveau Testament en polonais, de Stanisław Murzynowski (en), est publiée par l'éditeur de Königsberg Jan Seklucjan (en)[4].

## Naissances
- 14 janvier : Abul al-Fazl ibn Mubarak, écrivain indien et imam musulman, mort en 1602.
- Siméon-Guillaume de La Roque, poète français, mort en 1611.

## Décès
- 17 janvier : Pedro Mexía, humaniste, philosophe et historien espagnol, né entre le 17 janvier et le 6 septembre 1497.